# 穆劳凯赖斯图尔
穆劳凯赖斯图尔，是匈牙利佐洛州所辖的一个村，总面积11.71平方公里，总人口1783，人口密度152.3人/平方公里（2010年1月1日）。